# Partie terminée
Pour les articles homonymes, voir Game over et Partie.
Vous pouvez aider à l'améliorer ou bien discuter des problèmes sur sa page de discussion.
- Il ne cite pas suffisamment ses sources. Vous pouvez indiquer les passages à sourcer avec {{référence nécessaire}} ou {{Référence souhaitée}}, et inclure les références utiles en les liant aux notes de bas de page. (Marqué depuis octobre 2017)
- Il doit être recyclé. La réorganisation et la clarification du contenu sont nécessaires. (Marqué depuis juillet 2010)

- Archive Wikiwix
- Bing
- Cairn
- DuckDuckGo
- E. Universalis
- Gallica
- Google
- G. Books
- G. News
- G. Scholar
- Persée
- Qwant
- (zh) Baidu
- (ru) Yandex
- (wd) trouver des œuvres sur Wikidata

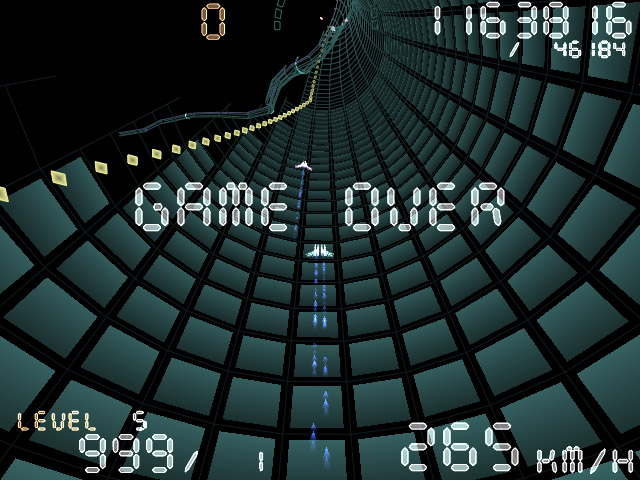
Capture d’écran de fin de partie du jeu Torus Trooper.

Partie terminée, ou plus couramment Game Over en anglais, est le message souvent inscrit à l’écran à la fin d'une partie dans les jeux vidéo (mais aussi les flippers, etc.) lorsqu’on a perdu ou, plus rarement, gagné. Cette expression a d’abord été utilisée dans les jeux d’arcades, puis elle a ensuite été largement adoptée par tous les autres types de jeu. Elle est désormais associée aux jeux vidéo en général. Dans les jeux de combat, le mot K.O. remplace souvent le message « Game over »,,,.

## Histoire
À l’origine apparue sur les jeux d'arcade, cette expression était utilisée à la base à la fin des jeux d'une manière générale, que le joueur ait perdu ou non. La plupart des jeux aujourd’hui utilisent des messages de fin différents lorsque le jeu se finit bien, ou se terminent même par une vidéo de conclusion suivie des crédits. L’expression Game Over est maintenant plutôt synonyme d'échec. Certains jeux utilisent aussi cette expression lorsque le jeu se met en veille et que personne n'y joue.
Cette expression est utilisée de manière différente selon les jeux. Certains, les plus vieux en particulier comme Space Invaders, se contentent tout simplement de superposer le message par-dessus l’écran de jeu, alors que d'autres, les jeux récents la plupart du temps, ont un écran qui affiche Game over  séparément. Ces écrans ont tendance à être de plus en plus élaborés, et le message peut être animé et accompagné de graphismes. De plus, certains jeux aujourd'hui utilisent d'autres messages en cas d'échec du joueur. Par exemple, dans la série des Resident Evil, lorsqu’on a perdu, un message « Vous êtes mort » ensanglanté s’affiche. Avec les jeux Baldur's Gate: Dark Alliance, c’est : « Votre aventure s’arrête ici. ».
« Game Over » est un message qui s’affiche dans les jeux vidéo pour signaler la fin du jeu et, généralement, l’échec du joueur. La phrase apparaît parfois lorsque le joueur a terminé le jeu (et plus particulièrement dans les jeux de combat). L’expression est également utilisée pour signifier la fin d’un évènement en dehors du jeu
L’expression est utilisée dans les années 1970 dans des bornes d’arcade ou des flippers. Le message s’affiche alors sur la machine grâce à un système d’éclairage. Les bornes d’arcades ont été avant les jeux vidéo la plateforme de jeu prédominante. Les joueurs devaient mettre dans la machine un jeu ou une pièce (généralement un franc) avant de pouvoir jouer. Les joueurs avaient un nombre limité de parties (ou d’essais) pour progresser dans le jeu. Le message « Game Over » est affiché lorsque toutes les parties ont été jouées. L’expression peut parfois être suivie de la question « Continuer ? » et un encouragement à insérer un nouveau jeton ou une nouvelle pièce. Sur certaines bornes d’arcade, le message peut clignoter, afin d’inviter un joueur a insérer une pièce. Lorsqu’une pièce ou un jeton sont mis dans la machine, un message du type : « Appuyer sur le bouton 1 ou 2 pour commencer » est alors affiché.
Lorsque les jeux d’arcade sont portés sur console, le « Game Over » et le « Continuer ? » sont restés mais le joueur n’avait plus à  insérer un jeton ou une pièce pour continuer ses parties. Le concept du « Game Over » est resté comme un moyen d’ajouter une dose de risque : un joueur qui n'arrive pas à remplir les objectifs de jeu doit recommencer tout le jeu ou repartir d’une partie sauvegardée.
Avec le développement de la fonction de sauvegarde, le message « Game Over » est devenu moins commun puisque les joueurs pouvaient reprendre le jeu à un état antérieur qui avait été conservé dans la mémoire de la machine. La sauvegarde peut-être une opération délibérée du joueur ou être automatique, comme lorsque le joueur atteint un point de contrôle. Beaucoup de jeux modernes n’ont pas de « fin » au sens technique du terme et si le « Game Over » reste souvent présent, il est très rare que le joueur doivent recommencer totalement une partie.
Certains jeux utilisent des expressions apparentées. Par exemple, à la mort d’un des personnages de Little King’s Story, l’écran de jeu affiche « VIE TERMINÉE » et Catherine (l’un des personnages du jeu) dit : « L’AMOUR EST TERMINÉ ». Certains jeux comme Resident Evil, God of War, ou Total Distorsion affichent un « VOUS ÊTES MORT » tandis que certains jeux utilisent des formules clin d’œil comme « Abandonnez tout espoir » dans Devil May Cry 4 tandis que Dante’s Inferno utilise une citation de L’Enfer de Dante à chaque fois qu’un personnage meurt. Dans Street Fighter 2, le personnage vaincu arrête de bouger, crie de douleur et se transforme en cendres.

## Exemples d’écrans de fin de partie
Certains jeux se servent de l’écran de Game over pour ajouter un effet de profondeur, parfois en faisant participer le joueur à l’action. La série des Metal Gear est particulièrement connue pour cela. Par exemple, dans Metal Gear Solid 2: Sons of Liberty, un faux écran de fin de jeu vient subitement interrompre la partie pour piéger le joueur et lui faire croire qu'il a perdu (c'est ce qui a donné l'expression « Fission Mailed » qui s'affichait sur ce faux écran de fin de jeu), alors que le jeu continue en tout petit dans un coin de l'écran. Dans Metal Gear Solid 3: Snake Eater, une pilule permettant de feinter la mort déclenche là encore un écran de fin de partie factice qui dure pendant la durée de ladite mort.
Dans Batman Arkham Asylum, lors de la troisième rencontre avec l’Épouvantail, le jeu feint de boguer ; après avoir revu la cinématique du début, mais cette fois-ci avec les rôles de Batman et du Joker inversés, ce dernier tire sur l’homme chauve-souris. Un faux message de « Game over » demandant au joueur s’il veut réessayer apparaît alors à l’écran ; l’option choisie permet alors de continuer l’aventure.
D’autres jeux contournent le Game Over ; c’est le cas de Heavy Rain où l’échec est pris en compte et permet de modifier la suite de l’histoire, si bien que sur les quatre personnages contrôlables à tour de rôle, certains peuvent mourir avant la fin du jeu.
Dans Sega Rally Championship quand il y a écrit « Game Over », une musique retentit et le chanteur chante : « Game over, yeah! ». Cette musique est tellement connue qu’elle est reprise sur YouTube.
Cette expression Game Over ou « La partie est terminée » en français est parfois aussi utilisée en dehors des jeux vidéo, notamment lors d’une fin brutale, similaire à celle qu’un joueur aurait rencontrée dans un jeu vidéo. Dans Aliens, le retour, Hudson joué par Bill Paxton utilise cette expression pour désigner une situation sans espoir, plus exactement dans la version originale il dit : « ... Game over, man! Game over! », cette citation a été raccourcie puis réutilisée plus tard dans l’écran de fin de partie du jeu Alien³ sur Super Nintendo, jeu basé sur le film du même nom. Souvent dans les films, le fait qu’un personnage dise Partie terminée est synonyme de la fin proche du film ou d’un combat d’un personnage à venir, ou encore d'une mort menaçante. Exemple avec le film Saw qui s’achève sur une scène où le personnage joué par Tobin Bell enferme le personnage joué par Leigh Whannell dans une salle de bains et lui lance « La partie est finie ! ».
Il existe aussi un faux game over dans Phoenix Wright: Ace Attorney sur Gameboy Advance ou sur son remake sur la Nintendo DS. Lors de l’affaire « Adieux et volte-face », Phoenix Wright, avocat de la défense, doit innocenter son ami et rival, Benjamin Hunter, procureur, du meurtre de Jean Durand, homme lié à une affaire vieille de 15 ans. Il est confronté à l’un des meilleurs avocats, Manfred von Karma, tuteur de Benjamin Hunter, qui appelle un témoin très spécial : le véritable meurtrier, Yani Yogi (qui se fait passer pour un vieux loueur de barques sur le lieu du crime.), dénonçant Benjamin Hunter comme étant le vrai coupable. Le juge, malgré les objections du joueur, déclare son verdict : « coupable » (ce qui correspond au game over du jeu, le but étant d’innocenter le client du joueur). Mais, à la surprise générale du joueur et des personnages du jeu, un ami du héros, Paul Defès, déclare être un témoin du meurtre, et permet au joueur de continuer sa partie.

## Sauvegardes et «continue»
Un Game over n’apparaît pas forcément si le joueur meurt, puisqu’il peut avoir un certain nombre de vies qui lui permettent de retenter sa chance. Mais une fois qu’il a épuisé toutes ses chances, la partie est réellement terminée. Cependant, il est quand même possible de poursuivre la partie sans avoir à reprendre tout depuis le début dans la plupart des jeux, notamment grâce à des continue (ou crédits) qui sont un ensemble de vies, ou si une sauvegarde précédente a été effectuée. Avec les jeux d’arcades, lorsque ces continue existent, pour les obtenir, il faut tout simplement insérer une certaine quantité d’argent ou des jetons spécifiques avant la fin d’un compte à rebours. Avec les jeux sur PC ou sur console, le joueur doit obtenir un certain score en ramassant des pièces ou autres objets pour obtenir un continue. D’autres jeux peuvent proposer un nombre infini de continue, de sorte que le joueur n’a pas à recommencer le jeu depuis le début jusqu’au point où il était arrivé. En général, en utilisant un continue, le joueur recommence au début du niveau dans lequel il a perdu alors qu’il recommencerait au dernier point de contrôle du niveau s’il avait simplement perdu une vie. Ce système de continue se retrouve principalement avec les anciens jeux ou les jeux d’arcade, les jeux actuels utilisent plutôt un système de sauvegarde.

## En dehors des jeux vidéo et dans la pop culture
La phrase est généralement utilisée pour indiquer la fin d’un argument ou d’un processus. En 2011, les manifestants de plusieurs pays d’Afrique du Nord et du Moyen-Orient ont utilisé le slogan « Game Over » sur des banderoles pour exprimer leur mécontentement envers leur gouvernement.
Game over est aussi parfois utilisé comme une phrase concédant une défaite comme dans le film Aliens dans lequel un des protagonistes, le soldat William Hudson (Bill Paxton) hurle : « Game over, man » après que le vaisseau destiné à le secourir avec ses compagnons a été détruit. L’utilisation de l’expression par Paxton a été popularisée après qu’elle a été incluse dans Microsoft Fury 3 en 1995, peut-être par erreur. Elle a ensuite été utilisée dans l’adaptation SNES de Alien 3 bien que le personnage n’apparaisse pas dans le film. Des problèmes de droit ont empêché d’utiliser le son d’Aliens, et Paxton a fait un réenregistrement de la phrase spécialement pour le jeu.
L’expression apparaît également à plusieurs reprises dans les films Saw, du fait du penchant d’un des protagonistes pour les pièges qu’il crée et qu’il appelle des « jeux ».
« Game Over » a été projeté, avec un scanneur laser, sur les bâtiments du gouvernement, à la fin des manifestations égyptiennes de 2013.